# Giovanni Romano
Pour les articles homonymes, voir Romano.
Giovanni Romano dit Gianni (né le 24 août 1931 à Basiliano au Frioul-Vénétie Julienne et mort le 24 août 2010, à Udine dans la même région) est un joueur de football italien, qui évoluait au poste de gardien de but.

## Biographie
Giovanni Romano commence sa carrière en 1950 avec le grand club de sa province natale, l'Udinese Calcio, avant d'être prêté au bout d'une saison à Venise Calcio pendant un an.
Il retourne ensuite à l'Udinese et y restera durant sept saisons, avant de rejoindre les champions d'Italie en titre de la Juventus en 1960.
Il ne joue que deux matchs en bianconero (un en Serie A et un en Coupe des clubs champions), mais remporte tout de même le scudetto de la saison de Serie A 1960-1961.
En fin de carrière, il retourne pour une dernière saison dans son club de toujours, l'Udinese.
Le 29 mai 1955, Giovanni Romano défend les cages de la sélection B d'Italie lors d'un match disputé à Athènes contre l'équipe B de Grèce, comptant pour la Coppa del Mediterraneo et se terminant par un nul 0-0.

## Palmarès
Juventus
- Championnat d'Italie (1) :
  - Champion : 1960-61.